# Costus pictus
Costus pictus là một loài thực vật có hoa trong họ Costaceae. Loài này được D.Don mô tả khoa học đầu tiên năm 1833.

## Hình ảnh

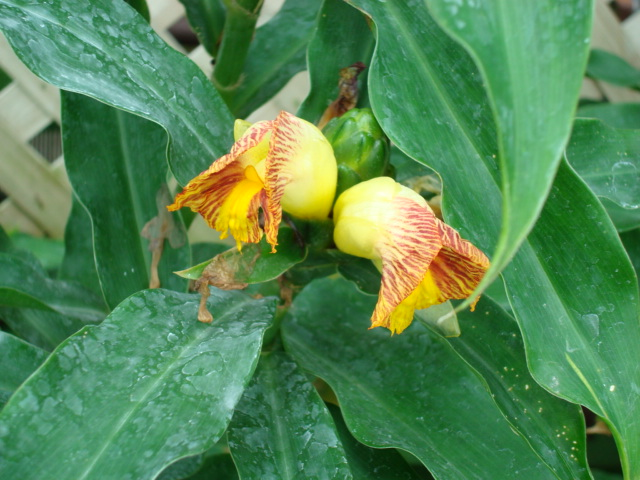